# Régine Deforges
Régine Deforges (Montmorillon, 15 agosto 1935 – Parigi, 3 aprile 2014) è stata una scrittrice e editrice francese.

## Biografia
Nata il 15 agosto 1935 a Montmorillon da Clement e Bernadette Deforges, a 15 anni ha avuto una storia d'amore con una ragazza della sua età; il diario intimo nel quale raccontava la sua relazione è stato rubato e reso pubblico suscitando scandalo e umiliazione per la futura scrittrice.
Tra le prime editrici francesi, sul finire degli anni '60 ha creato assieme a Jean-Jacques Pauvert la casa editrice L'Or du temps e circa dieci anni dopo Les Editions Régine Deforges dando alle stampe testi erotici.
Romanziera di successo deve la sua notorietà (oltre agli scandali che hanno spesso accompagnato le sue pubblicazioni) alla serie di romanzi storici La bicicletta blu composta da 10 volumi e trasposta in serie televisiva che ha venduto più di 10 milioni di copie.
È morta a Parigi il 3 aprile 2014 a causa di una crisi cardiaca all'età di 78 anni.

## Opere

### Narrativa
- O m'a dit (1975)
- Blanche et Lucie (1976)
- Le Cahier volé (1978)
- Les Contes pervers (1980)
- La Révolte des nonnes (1981)
- Les Enfants de Blanche (1982)
- Lola et quelques autres (1983)
- L'uragano (L'Orage, 1986), Milano, Tropea, 1998 traduzione di Federica Sonzogno ISBN 88-438-0131-7.
- Pour l'amour de Marie Salat (1987)
- Sotto il cielo di Novgorod (Sous le ciel de Novgorod, 1989), Milano, Rizzoli, 1990 traduzione di Donatella e Piero Spinelli ISBN 88-17-67326-9.
- Troubles de femmes (1994)
- Rencontres ferroviaires (1999)
- La petite fille au manteau rose (2001)
- La Hire, ou la colère de Jeanne (2005)
- Le collier de perles (2006)

### Serie La bicicletta blu
- La bicicletta blu (La Bicyclette bleue, 1981), Milano, Rizzoli, 1985 traduzione di Monica Amari Staglieno ISBN 88-17-67323-4.
- Avenue Henri-Martin 101 (101, avenue Henri Martin, 1983), Milano, Rizzoli, 1986 traduzione di Monica Amari Staglieno ISBN 88-17-67324-2.
- Le vigne di Montillac (Le Diable en rit encore, 1985), Milano, Rizzoli, 1987 traduzione di Monica Amari Staglieno ISBN 88-17-67325-0.
- Nero come un tango (Noir tango, 1991), Firenze, Salani, 1998 traduzione di Maria Grazia Gini ISBN 88-7782-742-4.
- Dove scorre il fiume rosso (Rue de la Soie, 1994), Firenze, Salani, 2000 traduzione di Maria Grazia Gini ISBN 88-7782-934-6.
- La Dernière colline (1996)
- Cuba libre! (1999)
- Alger, ville blanche (2001)
- Les Généraux du crépuscule (2003)
- Et quand viendra la fin du voyage (2007)

### Saggi
- Il libro del punto croce con Geneviève Dormann (Livre du point de croix, 1986), Milano, Idealibri, 1988 traduzione di Edda Fonda ISBN 88-7082-138-2.
- Roger Stéphane ou la passion d'admirer (1995)
- Fragments (1997)
- Les Non-dits de Régine Deforges (1997)
- Camilo ("Camilo", Fayard, 1999)
- Entre femmes (1999)

## Adattamenti

### Cinema
- Ragazze in affitto S.p.A. (Contes pervers), co-regia con Mauro Ivaldi e Michel Lemoine (1980)
- Le cahier volé, regia di Christine Lipinska (1992)

### Televisione
- La bicicletta blu (La Bicyclette bleue) miniserie TV, regia di Thierry Binisti (2000)